# Nichtkompetitiver Antagonist

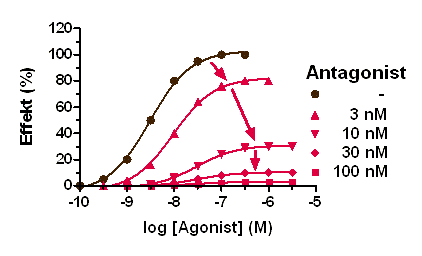
Beispiel für eine nichtkompetitive Hemmung der Effekte eines Agonisten

Als nichtkompetitiver Antagonist wird in der Pharmakologie und Biochemie eine Substanz bezeichnet, die in der Lage ist, die Wirkung eines Agonisten an einem Rezeptor zu hemmen, ohne dass diese Substanz durch den Agonisten verdrängt werden kann. Nichtkompetitive Antagonisten können an eine andere (allosterische) Bindungsstelle als der Agonist an den Rezeptor binden. Auch Hemmstoffe der Signalweiterleitung verhalten sich wie nichtkompetitive Antagonisten. Substanzen, die irreversibel an den Rezeptor binden, können ebenfalls einen nichtkompetitiven Antagonismus zeigen.
Ein Beispiel ist der (in der englischen Literatur allerdings nicht als non-competitive, sondern uncompetitive antagonist bezeichnete) Wirkstoff Ketamin, der am NMDA-Rezeptor nicht die Bindungsstelle für den physiologischen Agonisten Glutamat blockiert, sondern die Kanalpore selbst (das allerdings erst, nachdem – deshalb die abweichende Klassifizierung – der Agonist Glutamat sie selbst geöffnet hatte). Dosis-Wirkungs-Kurven und die Lage der EC50 ändern sich dabei entsprechend.